# Xynias potaronus
Xynias potaronus är en fjärilsart som beskrevs av William James Kaye 1919. Xynias potaronus ingår i släktet Xynias och familjen Riodinidae. Inga underarter finns listade i Catalogue of Life.